# Grand Prix de la Ville de Rennes 2006
Il Grand Prix de la Ville de Rennes 2006, ventottesima edizione della corsa e valida come evento dell'UCI Europe Tour 2006 categoria 1.1, si svolse il 2 aprile 2006 su un percorso di 192,6 km. Fu vinto dall'italiano Paride Grillo che terminò la gara in 4h15'44".
Al traguardo 83 ciclisti portarono a termine il percorso.

## Ordine d'arrivo (Top 10)
| Pos. | Corridore         | Squadra       | Tempo    |
| ---- | ----------------- | ------------- | -------- |
| 1    | Paride Grillo     | Panaria       | 4h15'44" |
| 2    | Gabriele Balducci | Acqua & Sap.  | s.t.     |
| 3    | Hans Dekkers      | Agritubel     | s.t.     |
| 4    | Brett Lancaster   | Panaria       | s.t.     |
| 5    | Tyler Farrar      | Cofidis       | s.t.     |
| 6    | Lilian Jégou      | F. des Jeux   | s.t.     |
| 7    | Lloyd Mondory     | AG2R Prév.    | s.t.     |
| 8    | Saïd Haddou       | Auber 93      | s.t.     |
| 9    | Anthony Ravard    | Bouygues Tél. | s.t.     |
| 10   | Alexandre Pichot  | Bouygues Tél. | s.t.     |